# Gianni Morbidelli
Gianni Morbidelli (* 13. Januar 1968 in Pesaro) ist ein italienischer Automobilrennfahrer. Er gewann 1989 die italienische Formel-3-Meisterschaft. Von 1990 bis 1997 trat er zu 67 Formel-1-Rennen an. Von 2007 bis 2013 war er in der Superstars Series aktiv und gewann in dieser Zeit sechs Meisterschaften. 2015 ging er in der TCR International Series an den Start.

## Karriere

### Kartsport (1980–1986)
Morbidelli begann seine Motorsportkarriere 1980 im Kartsport, in dem er bis 1986 aktiv blieb. Er trat bereits nach kurzer Zeit für Werksteams an. 1982 wurde er Zweiter in der Junior-, 1984 Vierter in der Weltmeisterschaft.

### Formel 3 (1987–1989)
1987 wechselte Morbidelli in den Formelsport und startete für das Euroracing Junior Team in der italienischen Formel-3-Meisterschaft. Er erzielte eine Podest-Platzierung und wurde Elfter in der Fahrerwertung, während sein Teamkollege Andrea Chiesa den zweiten Gesamtrang erreichte. Darüber hinaus nahm Morbidelli an einer Formel-3-Einzelveranstaltung teil.
1988 wechselte Morbidelli innerhalb der italienischen Formel-3-Meisterschaft zu Forti Corse. Während sein Teamkollege Emanuele Naspetti die Meisterschaft gewann, entschied Morbidelli sein erstes Formelrennen für sich und verbesserte sich auf den fünften Gesamtrang. Außerdem startete Morbidelli für Forti zu drei Formel-3-Einzelrennen.
1989 blieb Morbidelli bei Forti Corse in der italienischen Formel-3-Meisterschaft und bestritt seine dritte Saison. Er gewann sechs von elf Rennen und entschied die Meisterschaft mit 59 zu 47 Punkten gegen Antonio Tamburini für sich. Darüber hinaus absolvierte er für Forti drei Formel-3-Einzelrennen. Dabei gewann er den europäischen Formel-3-Cup und wurde Vierter in Monaco. Darüber hinaus startete Morbidelli zu Tourenwagenrennen in der italienischen Superturismo-Meisterschaft und wurde Vierter in der Fahrerwertung.
Morbidelli haftete in seiner Formel-3-Zeit der Ruf eines Paydrivers an, der nur auf Grund der finanziellen Unterstützung sowie einflussreicher Freunde in dieser Rennkategorie fuhr. Tatsächlich erhielt Morbidelli jedoch keine finanzielle Unterstützung seiner Familie für sein Formel-3-Engagement. Nachdem er für sein Debütjahr selbst Sponsoren für das Team angeworben hatte, brauchte er zu Forti keine Sponsoren mitbringen und wurde in seiner dritten Formel-3-Saison sogar von dem Rennstall bezahlt.

### Formel 3000 und Formel-1-Einstieg (1990)
1990 blieb Morbidelli bei Forti und wechselte in die internationale Formel-3000-Meisterschaft. Er war der einzige Fahrer des Rennstalls. Er gewann den Gran Premio del Mediterraneo und schloss die Meisterschaft auf dem fünften Platz ab.
Darüber hinaus war Morbidelli in der Formel-1-Weltmeisterschaft 1990 Testfahrer bei der Scuderia Ferrari. Der Vertrag hatte eine Laufzeit von drei Jahren. Aufgrund einer Erkrankung von Emanuele Pirro kam Morbidelli allerdings bereits beim Saisonauftakt der Formel 1 1990 in den USA für die BMS Scuderia Italia zu seiner ersten Teilnahme an einem Formel-1-Wochenende. Morbidelli scheiterte an der Qualifikation. Beim zweiten Saisonrennen in Brasilien vertrat er erneut Pirro. Diesmal qualifizierte sich Morbidelli und kam bei seinem Formel-1-Debüt auf dem 14. Platz ins Ziel. Für die letzten zwei Rennen der Formel-1-Weltmeisterschaft 1990 kehrte Morbidelli in die Serie zurück und vertrat Paolo Barilla bei Minardi.
Außerdem nahm Morbidelli 1990 an vier Rennen der italienischen Superturismo-Meisterschaft teil. Dabei gelang ihm ein Sieg.

### Formel 1 (1991–1997)
1991 blieb Morbidelli Testfahrer bei Ferrari und wurde Stammfahrer bei Minardi. Er erreichte viermal die Top 10 und ein siebter Platz in Mexiko war sein bestes Ergebnis. Für das letzte Rennen, dem Großen Preis von Australien, wechselte er zu Ferrari. Er ersetzte dort Alain Prost, der das Team zuvor verlassen hatte. Morbidelli wurde Sechster und kam damit erstmals in die Punkteränge. Da das Rennen wegen extremen Regens nach 14 von 81 Runden abgebrochen wurde, bekam er nur einen halben Punkt. Er beendete die Saison auf dem 24. Gesamtrang.
1992 kehrte Morbidelli zu Minardi zurück und blieb Testfahrer bei Ferrari. Er erreichte dreimal die Top 10. Ein siebter Platz in Brasilien war das beste Ergebnis. Punkte erzielte er in diesem Jahr nicht. 1993 war Morbidelli in der Formel 1 nur Testfahrer bei Ferrari. Renneinsätze absolvierte er hier nicht. In der italienischen Superturismo-Meisterschaft ging er in diesem Jahr bei einigen Rennen an den Start und wurde Gesamtneunter.

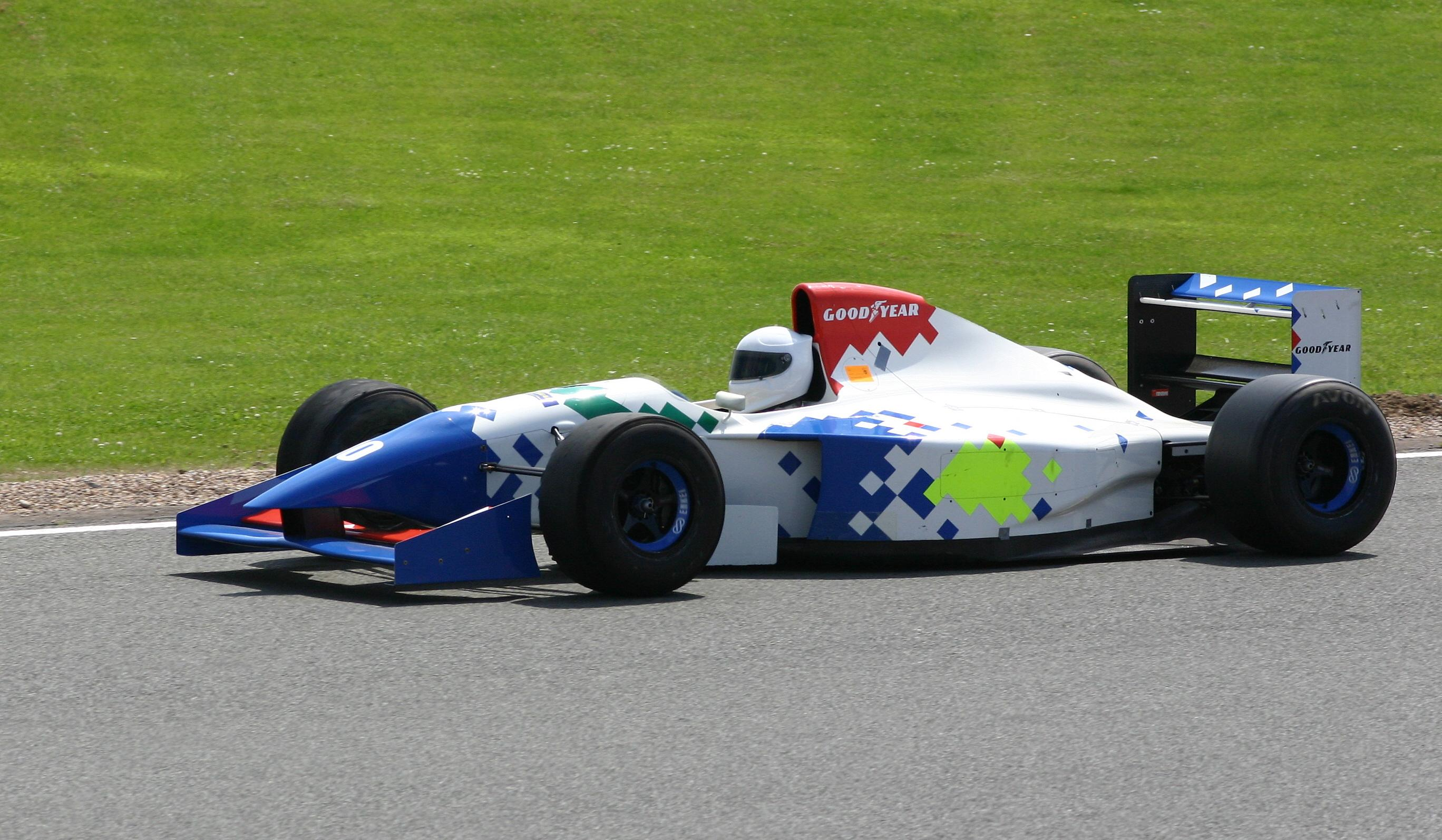
Footwork FA15 aus dem Jahr 1994

1994 verließ Morbidelli Ferrari und wechselte zu Footwork. Er erhielt ein Formel-1-Stammcockpit an der Seite von Christian Fittipaldi. Ein fünfter Platz beim Großen Preis von Deutschland war sein bestes Ergebnis und er schloss die Saison auf dem 22. Platz in der Weltmeisterschaft ab. Morbidelli kam nur bei vier Rennen ins Ziel, dreimal davon in den Top 10. Mit drei zu sechs Punkten unterlag er intern Fittipaldi. 1995 blieb Morbidelli bei Footwork in der Formel 1. Bei sieben Rennen kam Massimiliano Papis anstelle von Morbidelli zum Einsatz. Morbidelli erreichte beim Saisonfinale in Australien mit einem dritten Platz seine einzige Formel-1-Podest-Platzierung. Er beendete die Saison auf dem 14. Gesamtrang. Sowohl Morbidellis Vertretung Papis, als auch sein Teamkollege Taki Inoue blieben ohne Punkte. Darüber hinaus fuhr Morbidelli 1995 für BMW Italia in der italienischen Superturismo-Meisterschaft und wurde mit zwei Siegen Gesamtfünfter.
In der Formel-1-Weltmeisterschaft 1996 war Morbidelli Testfahrer bei Jordan. Formel-1-Rennen fuhr er nicht. In der italienischen Superturismo-Meisterschaft erreichte er den achten Gesamtrang mit zwei Podest-Platzierungen. 1997 nahm Morbidelli bei Sauber an acht von 17 Formel-1-Rennen teil. Er teilte sich das Cockpit mit Nicola Larini und Norberto Fontana. Sein Teamkollege war Johnny Herbert. Morbidelli erzielte keine Punkte und drei neunte Plätze waren seine besten Ergebnisse.

### Tourenwagen (seit 1998)

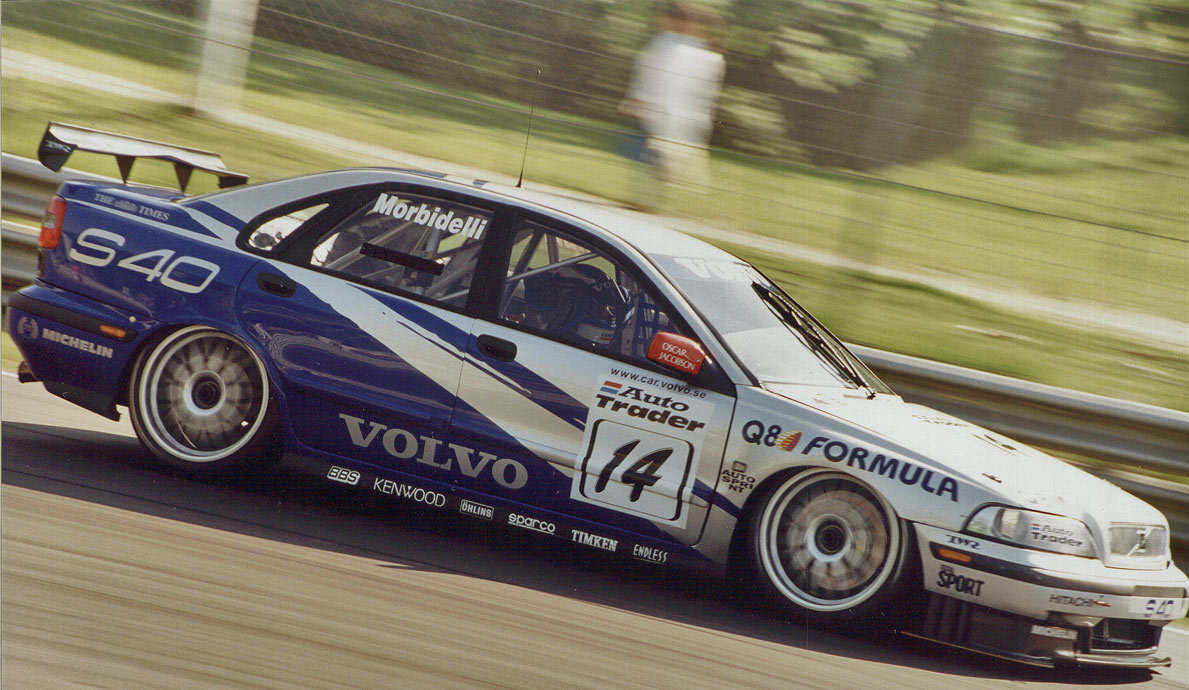
Gianni Morbidelli in der BTCC 1998

1998 wechselte Morbidelli in die British Touring Car Championship (BTCC) zum von Tom Walkinshaw Racing betriebenen Volvo-Team. Während sein Teamkollege Rickard Rydell den Meistertitel gewann, wurde Morbidelli mit einem vierten Platz als bestem Ergebnis Elfter. Nach einem Jahr Pause ging Morbidelli 2000 in der europäischen Supertourenwagen-Meisterschaft an den Start. Die Serie war aus der italienischen Superturismo-Meisterschaft hervorgegangen. Er fuhr für CiBiEmme Engineering und gewann drei Rennen. Die Saison beendete er auf dem dritten Platz. Intern setzte er sich mit 202 zu 174 Punkten gegen Emanuele Naspetti durch. 2001 erhielt die Meisterschaft von der FIA den Status einer Tourenwagen-Europameisterschaft (ETCC). Morbidelli trat für CiBiEmme Engineering in der Super-Production-Wertung an. In dieser wurde er mit einem Sieg Fünfter.
In den nächsten vier Jahren war Morbidelli ohne festes Engagement. 2002 nahm er für das Carly Motors Team Isert an vier Veranstaltungen der ETCC teil und trat für American Viper Racing zu einem Rennen der American Le Mans Series (ALMS) an. Dies war sein erstes GT-Rennen. Nach einem Jahr Pause absolvierte Morbidelli 2004 zwei Rennen in der ETCC und sechs Rennen in der FIA-GT-Meisterschaft. 2005 kam Morbidelli sowohl in der FIA-GT-Meisterschaft, als auch in der italienischen GT-Meisterschaft zum Einsatz.

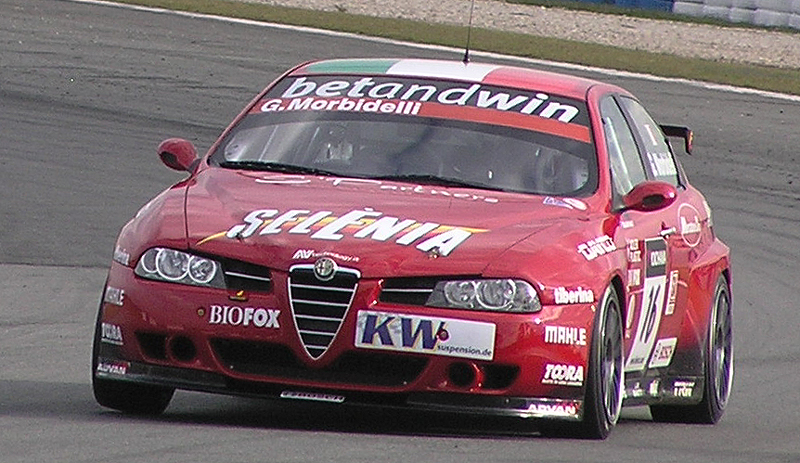
Morbidelli in der Tourenwagen-Weltmeisterschaft 2006

2006 erhielt Morbidelli wieder ein Vollzeitcockpit. Für N.Technology startete er in einem Alfa Romeo in der Tourenwagen-Weltmeisterschaft (WTCC). Morbidelli erzielte zwei zweite Plätze als beste Resultate und wurde mit 22 Punkten 14. im Gesamtklassement. Während er sich intern gegen Salvatore Tavano (15 Punkte) durchsetzte, unterlag er Augusto Farfus, der mit 64 Punkten auf dem dritten Rang lag.
2007 wechselte Morbidelli in die Superstars Series und erhielt ein Werkscockpit bei Audi Sport Italia. Mit sechs Siegen gewann er jedes Rennen, bei dem er ins Ziel kam. Die Meisterschaft entschied er mit 137 zu 85 Punkten gegen Alessandro Balzan für sich. Darüber hinaus nahm Morbidelli 2007 an acht Rennen der ADAC GT Masters teil und erzielte dabei mit zwei Siegen den fünften Gesamtrang. Anfang 2008 trat Morbidelli für das Speedcar Team in der Speedcar Series an. Er gewann ein Rennen und beendete die Saison auf dem fünften Rang, während sein Teamkollege Herbert die Gesamtwertung für sich entschied. Anschließend bestritt Morbidelli für Audi Sport Italia seine zweite Saison in der Superstars Series. Sein Rennstall trat nur zu den Rennen der italienischen Wertung an. In dieser gewann Morbidelli drei Rennen und kam stets auf einem Podest-Platz ins Ziel. Er gewann die Meisterschaft mit 143 zu 110 Punkten gegen Stefano Gabellini. Außerdem nahm Morbidelli 2008 an zwei Rennen der ADAC GT Masters teil. Im Winter 2008/09 trat Morbidelli für Palm Beach in der Speedcar Series an. Er gewann ein Rennen und entschied die Meisterschaft mit 55 zu 53 Punkten gegen Herbert für sich. Anschließend ging Morbidelli 2009 für ROAL Motorsport in der Superstars Series an den Start. Morbidelli gewann die italienische Wertung mit sechs Siegen und die internationale Wertung mit drei Siegen.
2010 blieb Morbidelli in der Superstars Series bei ROAL Motorsport, die nun unter dem Namen Team BMW Italia antraten. In der italienischen Wertung wurde er mit einem Sieg Vierter, in der internationalen Wertung erreichte er mit zwei zweiten Plätzen als beste Ergebnisse den sechsten Platz. Sein Teamkollege Thomas Biagi entschied beide Wertungen für sich. Außerdem nahm er 2010 an zwei Rennen der V8 Supercars teil. 2011 war Morbidelli zunächst ohne Cockpit, bevor er zu Audi in die Superstars Series zurückkehrte. Ein zweiter Platz war sein bestes Ergebnis. Er wurde 13. in der italienischen und 15. in der internationalen Wertung. Darüber hinaus ging er erneut bei zwei Rennen der V8 Supercars an den Start.
2012 fuhr Morbidelli die ganze Saison in der Superstars Series für Audi Sport Italia. In diesem Jahr gab es mit der internationalen Wertung wieder eine alle Rennen umfassende Wertung. Morbidelli gewann vier Rennen und erreichte den vierten Platz im Gesamtklassement. Sein Teamkollege Johan Kristoffersson gewann die Meisterschaft. Er unterlag ihm mit 128 zu 185 Punkten. Außerdem fuhr Morbidelli erneut zwei V8-Supercars-Rennen. 2013 bestritt Morbidelli seine siebte und letzte Saison in der Superstars Series, die nach der Saison eingestellt wurde. Er blieb bei Audi Sport Italia. In der italienischen Wertung setzte er sich mit fünf Siegen und 170 zu 158 Punkten gegen Vitantonio Liuzzi durch und gewann die Meisterschaft. Die internationale Wertung gewann er mit sechs Siegen. Mit 235 zu 192 Punkten lag er hier vor Giovanni Berton.

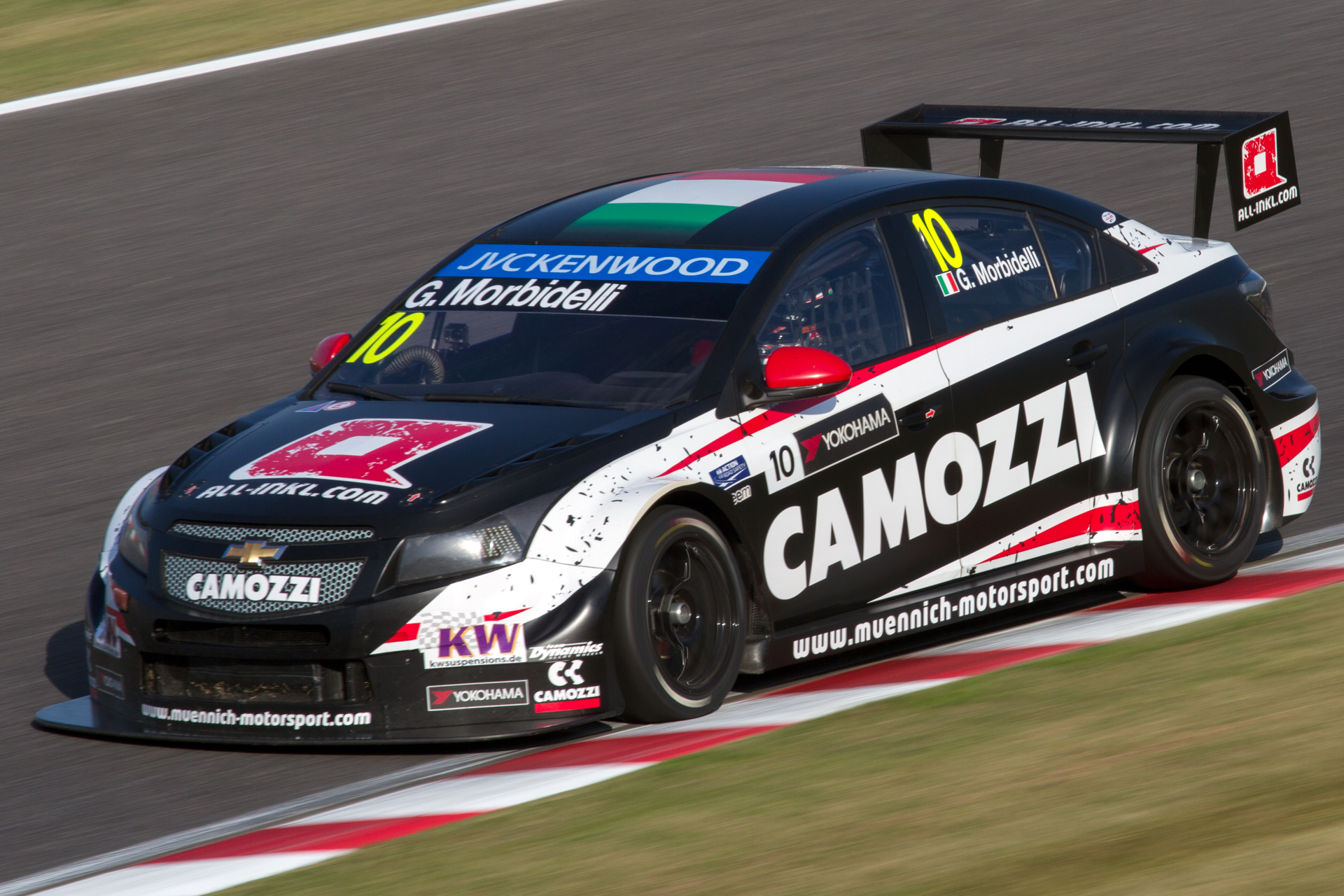
Morbidelli in der Tourenwagen-Weltmeisterschaft 2014

2014 kehrte Morbidelli in die Tourenwagen-Weltmeisterschaft zurück. Er erhielt ein Chevrolet-Cockpit bei Münnich Motorsport. Morbidelli gewann das sechste Saisonrennen auf dem Hungaroring. Damit gelang ihm der erste Sieg gegen die in diesem Jahr dominanten Citroën-Fahrer. Es blieb seine einzige Podest-Platzierung und er erreichte den neunten Platz in der Weltmeisterschaft. Mit 109 zu 3 Punkten setzte er sich damit deutlich gegen seinen Teamkollegen und Teamchef René Münnich durch. Morbidelli verlor sein WTCC-Cockpit nach der Saison, da sein Team das Cockpit für die nächste Saison an einen Fahrer mit eigenen Sponsoren verkaufen wollte. Münnich begründete diesen Schritt damit, dass er nicht damit rechne, dass ein guter Fahrer mit dem Chevrolet in der Tourenwagen-Weltmeisterschaft 2015 um Podest-Plätze fahren könne und er nicht bereit sie, die Einsatzkosten aufzubringen, wenn der Fahrer bestenfalls am Ende der Top 10 platziert sei.
2015 wechselte Morbidelli somit zu West Coast Racing in die TCR International Series. Bereits am ersten Rennwochenende gelang ihm mit einem zweiten Platz eine Podest-Platzierung. Bei seinem dritten Rennen in Shanghai gewann er erstmals. In Monza gewann er beide Rennen. Er beendete die Saison auf dem vierten Gesamtrang.

## Persönliches
Morbidellis Vater Giancarlo fuhr in den 1950er-Jahren Motorradrennen und baute ab 1969 Rennmotorräder. Die Piloten der Marke Morbidelli gewannen in den 1970er-Jahren mehrere Motorrad-Weltmeisterschaftstitel.

## Statistik

### Karrierestationen
| - 1980–1986: Kartsport - 1987: Italienische Formel 3 (Platz 11) - 1988: Italienische Formel 3 (Platz 5) - 1989: Italienische Formel 3 (Meister) - 1989: Italienische Superturismo-Meisterschaft (Platz 4) - 1990: Formel 3000 (Platz 5) - 1990: Formel 1 - 1990: Italienische Superturismo-Meisterschaft (Platz 18) - 1991: Formel 1 (Platz 24) - 1992: Formel 1 - 1993: Formel 1 (Testfahrer) - 1993: Italienische Superturismo-Meisterschaft (Platz 9) - 1994: Formel 1 (Platz 22) - 1995: Formel 1 (Platz 14) - 1995: Italienische Superturismo-Meisterschaft (Platz 5) - 1996: Formel 1 (Testfahrer) | - 1996: Italienische Superturismo-Meisterschaft (Platz 8) - 1997: Formel 1 - 1998: BTCC (Platz 11) - 2000: Europäische Supertourenwagen-Meisterschaft (Platz 3) - 2001: ETCC, Super Production (Platz 5) - 2002: ETCC - 2002: ALMS, GTS (Platz 40) - 2004: FIA-GT-Meisterschaft (Platz 23) - 2004: ETCC - 2005: Italienische GT-Meisterschaft (Platz 15) - 2005: FIA-GT-Meisterschaft - 2006: WTCC (Platz 14) - 2007: Superstars Series (Meister) - 2007: ADAC GT Masters (Platz 5) - 2008: Speedcar Series (Platz 5) - 2008: Superstars Series (Meister) | - 2008: ADAC GT Masters - 2009: Speedcar Series (Meister) - 2009: Superstars Series, italienisch (Meister) - 2009: Superstars Series, international (Meister) - 2010: Superstars Series, italienisch (Platz 4) - 2010: Superstars Series, international (Platz 6) - 2010: V8 Supercars - 2011: Superstars Series, italienisch (Platz 13) - 2011: Superstars Series, international (Platz 15) - 2011: V8 Supercars (Platz 79) - 2012: Superstars Series (Platz 4) - 2012: V8 Supercars - 2013: Superstars Series, italienisch (Meister) - 2013: Superstars Series, international (Meister) - 2014: WTCC (Platz 9) - 2015: TCR International Series (Platz 4) |

### Statistik in der Formel-1-Weltmeisterschaft

#### Gesamtübersicht
| Saison | Team            | Chassis       | Motor                    | Rennen | Siege | Zweiter | Dritter | Poles | schn. Rennrunden | Punkte | Punkte | WM-Pos. |
| ------ | --------------- | ------------- | ------------------------ | ------ | ----- | ------- | ------- | ----- | ---------------- | ------ | ------ | ------- |
| 1990   | Scuderia Italia | Dallara F190  | Ford Cosworth DFR 3.5 V8 | 1      | −     | −       | −       | −     | −                | −      | −      | 33.     |
| 1990   | Minardi         | Minardi M190  | Ford Cosworth DFR 3.5 V8 | 2      | −     | −       | −       | −     | −                | −      | −      | 22.     |
| 1991   | Ferrari         | Ferrari 643   | Ferrari 3.5 V12          | 1      | −     | −       | −       | −     | −                | 0,5    | 0,5    | 24.     |
| 1991   | Minardi         | Minardi M191  | Ferrari 3.5 V12          | 15     | −     | −       | −       | −     | −                | −      | 0,5    | 24.     |
| 1992   | Minardi         | Minardi M192  | Lamborghini 3.5 V12      | 15     | −     | −       | −       | −     | −                | −      | −      | 22.     |
| 1994   | Footwork        | Footwork FA15 | Ford HB 3.5 V8           | 16     | −     | −       | −       | −     | −                | 3      | 3      | 22.     |
| 1995   | Footwork        | Footwork FA16 | Hart 3.0 V8              | 10     | −     | −       | 1       | −     | −                | 5      | 5      | 14.     |
| 1997   | Sauber          | Sauber C16    | Petronas 3.0 V10         | 7      | −     | −       | −       | −     | −                | −      | −      | 22.     |
| Gesamt | Gesamt          | Gesamt        | Gesamt                   | 67     | −     | −       | 1       | −     | 0                | 8,5    | 8,5    |         |

### Einzelergebnisse in der TCR International Series
| Jahr | Team              | 1   | 2   | 3   | 4   | 5   | 6   | 7   | 8   | 9   | 10  | 11  | 12  | 13  | 14  | 15  | 16  | 17  | 18  | 19  | 20  | 21  | 22  | Punkte | Rang |
| ---- | ----------------- | --- | --- | --- | --- | --- | --- | --- | --- | --- | --- | --- | --- | --- | --- | --- | --- | --- | --- | --- | --- | --- | --- | ------ | ---- |
| 2015 | West Coast Racing | SEP | SEP | SHA | SHA | VAL | VAL | POR | POR | MNZ | MNZ | SAL | SAL | SOC | SOC | SPI | SPI | SIN | SIN | BUR | BUR | MAC | MAC | 243    | 4.   |
| 2015 | West Coast Racing | 4   | 3   | 1   | 3   | 8   | 3   | DNF | DNF | 1   | 1   | 52  | 3   | 7   | DNS | 111 | DNF | 32  | 4   | 101 | DNF | 6   | 4   | 243    | 4.   |